# Бернадський Валентин Данилович
Валентин Данилович Берна́дський (нар. 13 січня 1917, Озеряни — пом. вересень 2011, Сімферополь) — український живописець; член Спілки радянських художників України з 1950 року. Почесний академік Російської академії мистецтв з 2009 року. Чоловік художниці Ніни Драгомирової, батько художника Геннадія Бернадського.

## Біографія
Народився 31 грудня 1916 [13 січня 1917] року в селі Озерянах (нині Ніжинський район, Чернігівської області, Україна) у багатодітній сім'ї. З 1937 по 1940 рік навчався в Ленінградському художньому училищі, але був звідти виключений, як син ворога народу. У 1940 році вступив до Ленінградського інституту живопису, скульптури й архітектури і вже після першого курсу за блискучі успіхи був відзначений Сталінською стипендією.
1942 року, разом з іншими студентами, евакуйований до Самарканда, де був призваний до Червоної армії. Після закінчення військового училища зв'язку направлений до військової роботи в Москві, згодом воював на 4-му Українському фронті, в 63-й гірськострілецькій бригаді. 9 травня 1945 року зустрів під Прагою. Після перемоги його направили до маршала Костянтина Рокосовського — малювати «бойовий шлях армії Рокосовського». Згодом, після демобілізації, продовжив навчання в Ленінграді, яке закінчив у 1950 році. Його викладачами були Борис Йогансон, Олександр Зайцев, Михайло Бернштейн.
Упродовж 1950—1952 років викладав у Кримському художньому училищі в Сімферополі. Серед учнів Сергій Бакаєв, Павло Мірошниченко. З 1952 року — на творчій роботі. Член КПРС з 1963 року. З 1970 по 1980 рік очолював правління Кримської організації Спілки художників України. Жив у місті Сімферополі, в будинку на вулиці Беспалова, № 98. Помер в Сімферополі у вересні 2011 року.

## Творчість
Працював в галузі станкового живопису, писав сюжетно-тематичні картини, портрети, пейзажі, натюрморти. Серед робіт:
- «Мітинг у Джанкої» (1952, у співавтостві з Віктором Апановичем);
- «Колгоспний сторож» (1955, Севастопольський художній музей імені Крошицького);
- «Портрет художника Михайла Крошицького» (1955);
- «Кримська осінь»(1959—1960);
- «На винограднику» (1961, Полтавський художній музей);
- «Портрет Героя Соціалістичної Праці Михайла Македонського» (1961);
- «Наташа» (1963);
- «Керченські судноремонтники» (1964);
- «Сонячні грона» (1967);
- «Легендарний 1920-й» (1967);
- «Портрет художника Віктора Апановича» (1969);
- «Будівельники Північно-Кримського» (1969);
- «Портрет заслуженого діяча мистецтв Костянтина Прохорова» (1970);
- «Дівчина в шубці» (1971);
- «Зацвів мигдаль» (1972);
- «Осіння пора» (1975);
- «Портрет повного кавалера ордена Слави Івана Клименка» (1974);
- «Династія хліборобів» (1981);
- «Портрет художника Лева Балкінда» (1984; Сімферопольський художній музей[3]);
- «Переможці Врангеля» (1985);
- «Аджимушкайська трагедія» (1987);
- «Портрет письменника Анатолія Домбровського» (1989);
- «Дівчина в садку» (1995);
- «Осінні квіти» (1998);
- «Ранок» (1998, полотно, олія);
- «Автопортрет» (1998);
- «Осінні квіти на вікні» (1999);
- «Осінні турботи» (2001);
- «Антон Чехов та Ольга Кніппер-Чехова в Гурзуфі» (2001);
- «В майстерні увечері» (2001).

Брав участь у всесоюзних виставках з 1950 року, республіканських — з 1954 року, та у зарубіжних з 1983 року (Велика Британія, Японія, Греція, США, Франція). Персональні виставки відбулися в Києві у 1988, 2002 роках, Парижі у 1992 році.
Роботи художника знаходяться у музейних та приватних колекціях України, Росії, США, Франції, Голландії, Великої Британії. Понад 90 творів майстра зберігається у Музеї сучасного мистецтва України.

## Відзнаки
- Орден «Знак Пошани»;
- Заслужений художник УРСР з 1976 року[2];
- Орден Вітчизняної війни II ступеня (6 квітня 1985)[4];
- Народний художник УРСР з 1989 року;
- Премія АР Крим за 1998 рік;
- Народний художник Російської Федерації з 2003 року;
- Заслужений діяч мистецтв Автономної Республіки Крим з 2007 року[2];
- Золота медаль «За внесок у світову культуру» Міжнародного фонду «Культурне надбання» (2010)[2];
- Почесний знак Автономної Республіки Крим «За вірність обов'язку» (2011)[2].